# Манаха (мудирия)

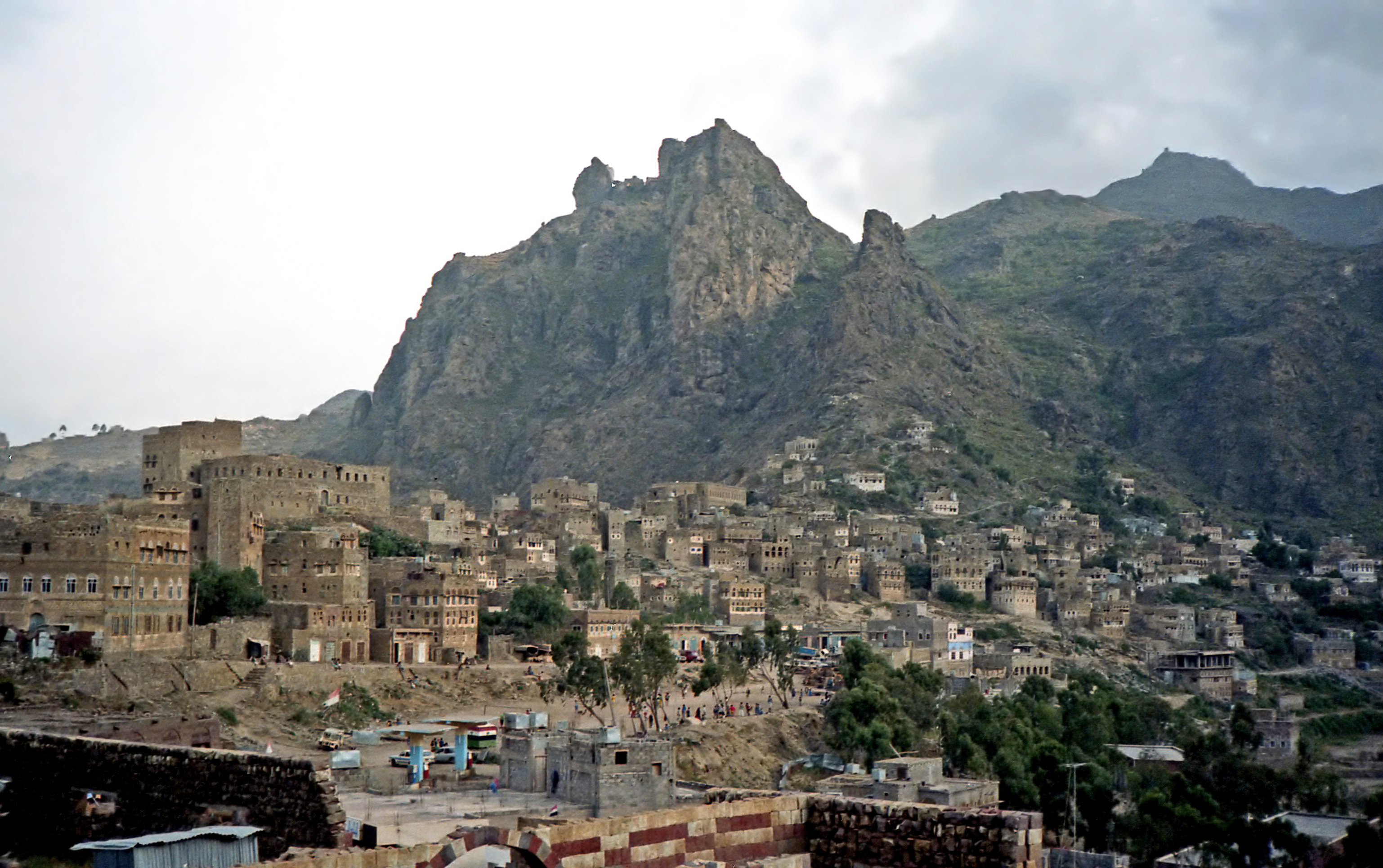
Манаха

Манаха (араб. مناخة‎) — один из районов в составе мухафазы Сана (Йемен). Располагается в исторической горной области Хараз. 
Площадь района — 704 км². Согласно переписи населения 2004 года, в нём проживали в общей сложности 78,9 тысяч человек в 12,1 тысячи домохозяйств.

## Кутайб (аль-Хатиб)
Одной из достопримечательностей района является находящийся в деревне Кутайб мавзолей исмаилитского даи Хатима бен Ибрахима ал-Хамиди.